# Wilhelm Munthe
Abraham Wilhelm Støren Munthe (20 octobre 1883 - 18 décembre 1965) est un bibliothécaire et auteur norvégien. Il travaille à la bibliothèque universitaire d'Oslo de 1903 à 1953,.

## Famille
Munthe est né à Kristiania (aujourd'hui Oslo), fils d'Olaf Andreas Jens Wilhelm Munthe (1851-1914) et d'Helene Andrea Støren (1857-1939). En 1917, il épouse Jenny Hempel (1882–1975).

## Carrière
Munthe termine son examen artium à l'école de la cathédrale de Kristiania en 1902. Il travaille à la bibliothèque universitaire de Kristiania à partir de 1903, d'abord comme bénévole. Il reçoit un cand.philol. en 1911. Il étudie la paléographie et la diplomatique du Moyen Âge à l'Université de Berlin de 1913 à 1914, et l'écriture manuscrite en vieux norrois dans les bibliothèques d'Uppsala, de Stockholm et de Copenhague de 1915 à 1916. À partir de 1920, il est responsable de la collection d'écriture manuscrite à la bibliothèque universitaire d'Oslo et, à partir de 1922, il est nommé responsable de la bibliothèque, poste qu'il occupe jusqu'à sa retraite en 1953. Parmi les œuvres de Munthe, on trouve De norske bibliotekers historie de 1927, American Librarianship from a European Angle de 1939, Litterære falsknerier de 1942 et l'essai de 1947 Norwegian Libraries during the War . Il co-édite la revue Nordisk tidskrift för bok-och biblioteksväsen pendant de nombreuses années et est président de la Fédération internationale des associations et institutions de bibliothèques (IFLA) de 1947 à 1951.
Munthe préside l'Association norvégienne de randonnée de 1940 à 1946 et la Société généalogique norvégienne de 1952 à 1957, et reçoit des diplômes honorifiques de l'Université de Toronto et de l'Université d'Uppsala.
Munthe est nommé commandeur de l'Ordre royal norvégien de Saint-Olav (1953), de l'Ordre de l'Étoile polaire (Suède), de l'Ordre du Dannebrog (Danemark) et de l'Ordre de la Rose blanche de Finlande.

## Distinctions
- Commandeur de l'ordre royal de l'Étoile polaire